# Milagros de Jesús

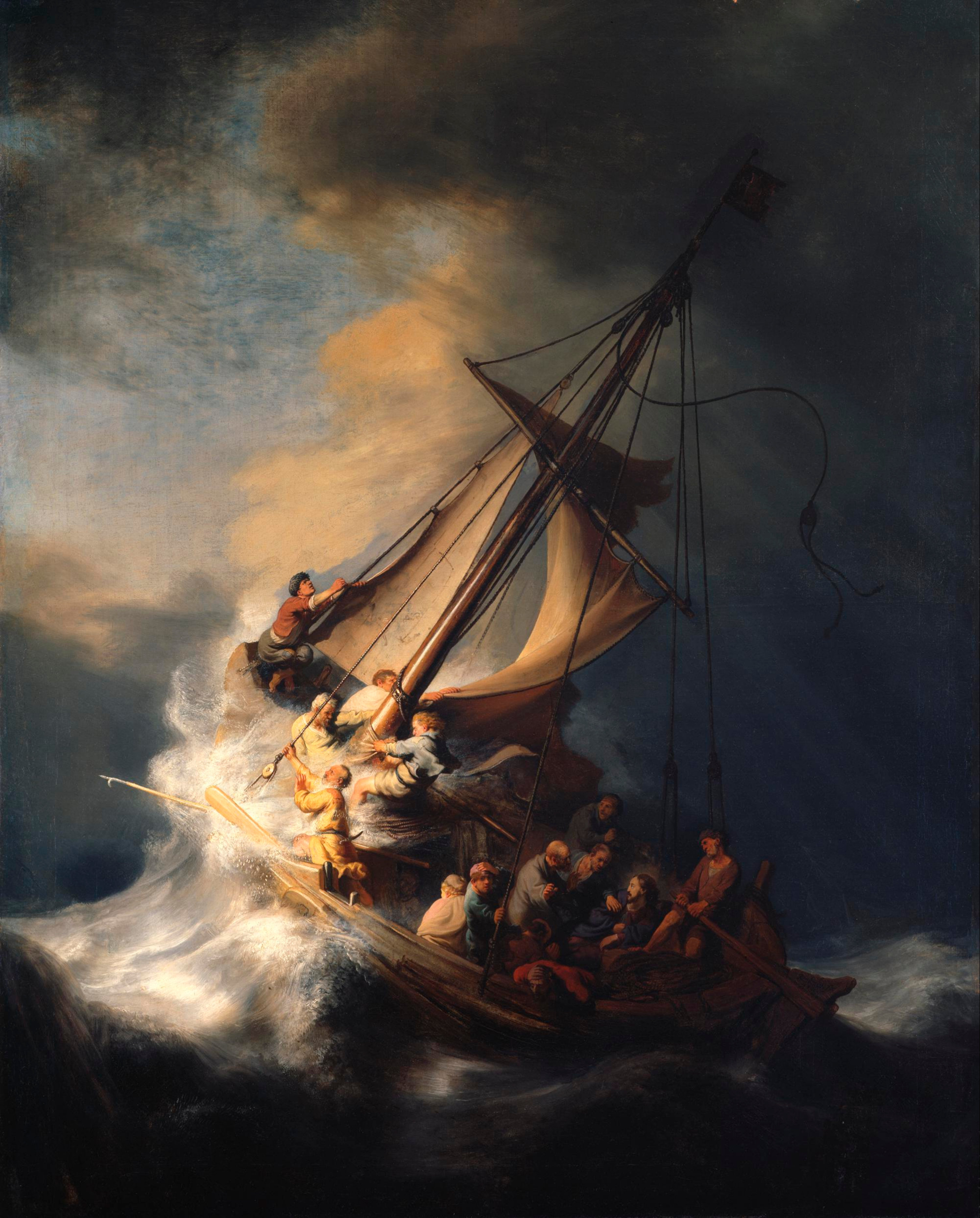
La tormenta en el mar de Galilea de Rembrandt. Hace referencia al episodio bíblico replicado en los tres evangelios sinópticos en el que Jesús calma la tempestad (Marcos 4,35-41; Mateo 8,23-27; Lucas 8,22-25).

Los milagros de Jesús  son hechos sobrenaturales que se le atribuyen a Jesucristo en el curso de su vida terrenal y que han sido recopilados en el Nuevo Testamento de la Biblia. Estos milagros se pueden clasificar en cuatro grupos: curaciones, liberaciones, resurrección de los muertos y el control sobre la naturaleza.
El número exacto de los milagros depende de cómo se cuentan los milagros; por ejemplo, en el milagro de la hija de Jairo, donde una mujer se cura y una niña es resucitada, pero los dos acontecimientos son narrados en los mismos párrafos de los Evangelios, y por lo general de forma conjunta. Hechos simbólicos, como el que la niña tuviera doce años y que la mujer hubiera estado enferma durante doce años, han sido objeto de diversas interpretaciones.
Según los Evangelios canónicos, estos milagros causaban la indignación de los escribas y los maestros de la ley judía. Por eso, los escribas, fariseos y otros contemporáneos suyos los atribuyeron a una confabulación con Belcebú u otra entidad demoníaca. Jesús se defendió enérgicamente de estas acusaciones. Según los relatos evangélicos, Jesús no solo tenía el poder de expulsar demonios, sino que transmitió ese poder a sus seguidores. Incluso se menciona el caso de un hombre que, sin ser seguidor de Jesús, expulsaba con éxito demonios en su nombre.
En los evangelios sinópticos (Marcos, Mateo y Lucas), Jesús se niega a dar una señal milagrosa para probar su autoridad.
Según lo escrito en Mateo 11:20-24, Corozaín, Betsaida y Cafarnaún —también llamada Capernaúm— son las ciudades donde Jesús realizó la mayor parte de sus milagros a pesar de que no se arrepentían de sus pecados.
Según Juan 14:10-14, Jesús les pide a los apóstoles que crean por esas obras porque es el Padre (Dios) quien las realiza en Él. También les dice que todo lo que pidan al Padre en su nombre Él lo hará, para que el Padre sea glorificado en el Hijo.
Para muchos cristianos y musulmanes, los milagros son hechos históricos reales. pero también desde la Ilustración, muchos eruditos han adoptado un enfoque muy escéptico a las afirmaciones sobre los milagros.

## Tipos y motivos
En la mayoría de los casos, los autores cristianos asocian cada milagro con enseñanzas específicas que reflejan el mensaje de Jesús.
En Los milagros de Jesús, H. Van der Loos describe dos categorías principales de milagros atribuidos a Jesús: los que afectaban a las personas, por ejemplo, el Ciego de Betsaida y se llaman "curaciones", y los que "controlaban la naturaleza", por ejemplo, Caminando sobre el agua. Los tres tipos de curaciones son las curaciones en las que se cura una dolencia, los exorcismos en los que se expulsan los demonios y la resurrección de los muertos. Karl Barth dijo que, entre estos milagros, la Transfiguración de Jesús es única en el sentido de que el milagro le sucede al propio Jesús.
Según Craig Blomberg, una característica compartida entre todos los milagros de Jesús en los relatos evangélicos es que entregaba los beneficios gratuitamente y nunca pedía ni aceptaba ninguna forma de pago por sus milagros de curación, a diferencia de algunos sumos sacerdotes de su época que cobraban a los sanados. En Matthew 10:8 aconsejó a sus discípulos que sanaran a los enfermos sin pagar y afirmó: gratis habéis recibido, dad gratis
No siempre está claro cuando dos milagros reportados se refieren al mismo evento. Por ejemplo, en la curación del criado del centurión, los Evangelios de Mateo Mt 8:5-13 y LucasLk 7:1-10 narran cómo Jesús curó a distancia al criado de un centurión en Cafarnaúm. El Evangelio de JuanJn 4:46-54 tiene un relato similar pero ligeramente diferente en Cafarnaúm, y afirma que fue el hijo de un funcionario real el que fue curado a distancia.

## Milagros en los Evangelios Canónicos

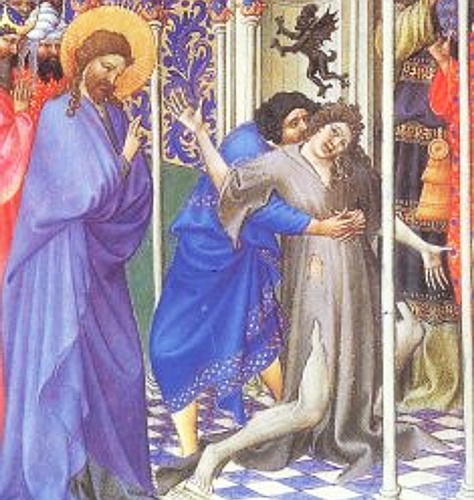
Imagen del libro de horas Les Très Riches Heures, donde se muestra a Jesús curando un endemoniado

### Milagros sobre curaciones

#### Siete enfermedades causadas por demonios
- Exorcismo del demonio de Gerasa: Estaba poseído por muchos espíritus inmundos que se hacían llamar Legión, que fueron expulsados y entraron en una piara de cerdos, que corrieron pendiente abajo hacia el mar y murieron todos. Jesús exorciza a un hombre poseído. Cuando Jesús pregunta el nombre del demonio (encontrar el nombre del demonio poseedor era una importante herramienta tradicional de los exorcistas), dijeron que era Legión porque eran muchos.[17][18]

- Curación de un endemoniado mudo: La gente estaba asombrada y los fariseos afirmaban que gracias al príncipe de los demonios Jesús realizaba sus exorcismos.Mateo 9:27-31.

- Curación del poseído ciego y mudo Mateo 12: 22-32, Lucas 11: 14-23 y Marcos 3: 20-30.[20][21][22]

- Curación de la hija de la mujer sirofenicia .(Mt. 15:21-28, Mc. 7:24-30): Fue un milagro llevado a cabo en la región de Tiro y de Sidón, por petición y gracia a la fe de la madre de la víctima.

- Curación de un niño poseído por un demonio (Mt. 17:14-21, Mc. 9:14-29, Lc. 9:37-43): Los discípulos que acompañaban a Jesús no pudieron curar al niño porque tenían falta de fe.

- Curación del paralítico en Cafarnaúm en la sinagoga en Cafarnaúm, (Mc. 1:21-28, Lc. 4:31-37): Fue sanado en los días de reposo.

- Curación de María Magdalena y otras mujeres (Lc. 8:1-3): De la cual salieron 7 demonios.(9, 9) También sanó a otras mujeres, entre ellas: Juana, mujer de Chusa intendente de Herodes, y Susana.

También hay breves menciones de otros exorcismos, como los siguientes:
- Jesús expulsa siete demonios de María Magdalena (9, 9).
- Jesús sigue expulsando demonios a pesar de que Herodes Antipas quiere matarlo. (9)

#### Cinco curaciones de paralíticos

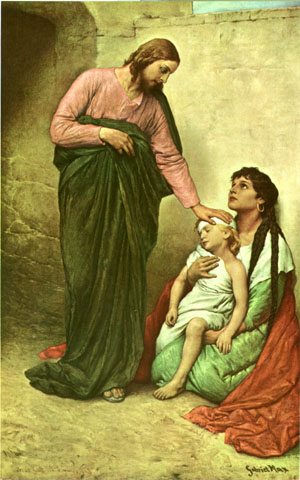
En un cuadro de Gabriel von Max, representación de Jesús sanando a un niño (Imposición de manos).

- La curación del criado del centurión en Cafarnaúm (Mt. 8:5-13, Lc. 7:1-10): Fue curado a distancia por petición y gracias a la fe del centurión. No está claro si el relatado en el Evangelio de Juan es el mismo milagro, ya que el beneficiario es en este caso el hijo de un cortesano, aunque los detalles de la narración son idénticos.

- La curación del paralítico en Cafarnaúm (Mt. 9:1-8, Mr. 2:1-12, Lc. 5:17-26): que estaba postrado, y también le fueron perdonados sus pecados. Los escribas acusaron a Jesús de blasfemo.

- Curación del hombre con una mano seca (Mt. 12:9-14, Mc. 3:1-6, Lc. 6:6-11): debido a este milagro los fariseos se enfurecieron y murmuraban planeando la destrucción y muerte de Jesús.

- Curación de la mujer encorvada. La mujer en la sinagoga que estaba encorvada y no podía enderezarse (Lc. 13:10-17): esta curación tuvo lugar también en sábado y en una sinagoga, por lo cual Jesús fue criticado.

- Curación del paralítico en Betesda (Jn. 5:1-18): este hombre llevaba treinta y ocho años enfermo y fue sanado un sábado en un estanque llamado Betesda en hebreo.

#### Cuatro curaciones de ciegos
- Curación de dos ciegos (Mt.9:27-31).

- Curación del ciego Bartimeo, el de Jericó (Mt. 20:29-34, Mc. 10:46-52, Lc. 18:35-43, también encontrado en el Corán): Él le suplicó misericordia y Jesús le dijo que fue salvado gracias a su fe.

- Curación del ciego de Betsaida (Mc. 8:22-26): A quien sanó poniéndole saliva en los ojos e imponiéndole las manos.

- Curación del ciego de nacimiento (Jn. 9:1-41): Jesús lo sanó untando lodo hecho con su propia saliva los ojos del ciego, a quien luego mandó lavarse en la piscina de Siloé ("enviado").

#### Dos curaciones de leprosos
- Curación de un leproso de Galilea (Mt. 8:1-4, Mc. 1:40-45, Lc. 5:12-16, también encontrado en el Evangelio Egerton y en el Corán): fue curado al ser tocado por la mano de Jesús.

- Curación de los diez leprosos (Lc. 17:11-19): iban camino a Jerusalén y Jesús los curó con el poder de su palabra.

#### Otras seis curaciones

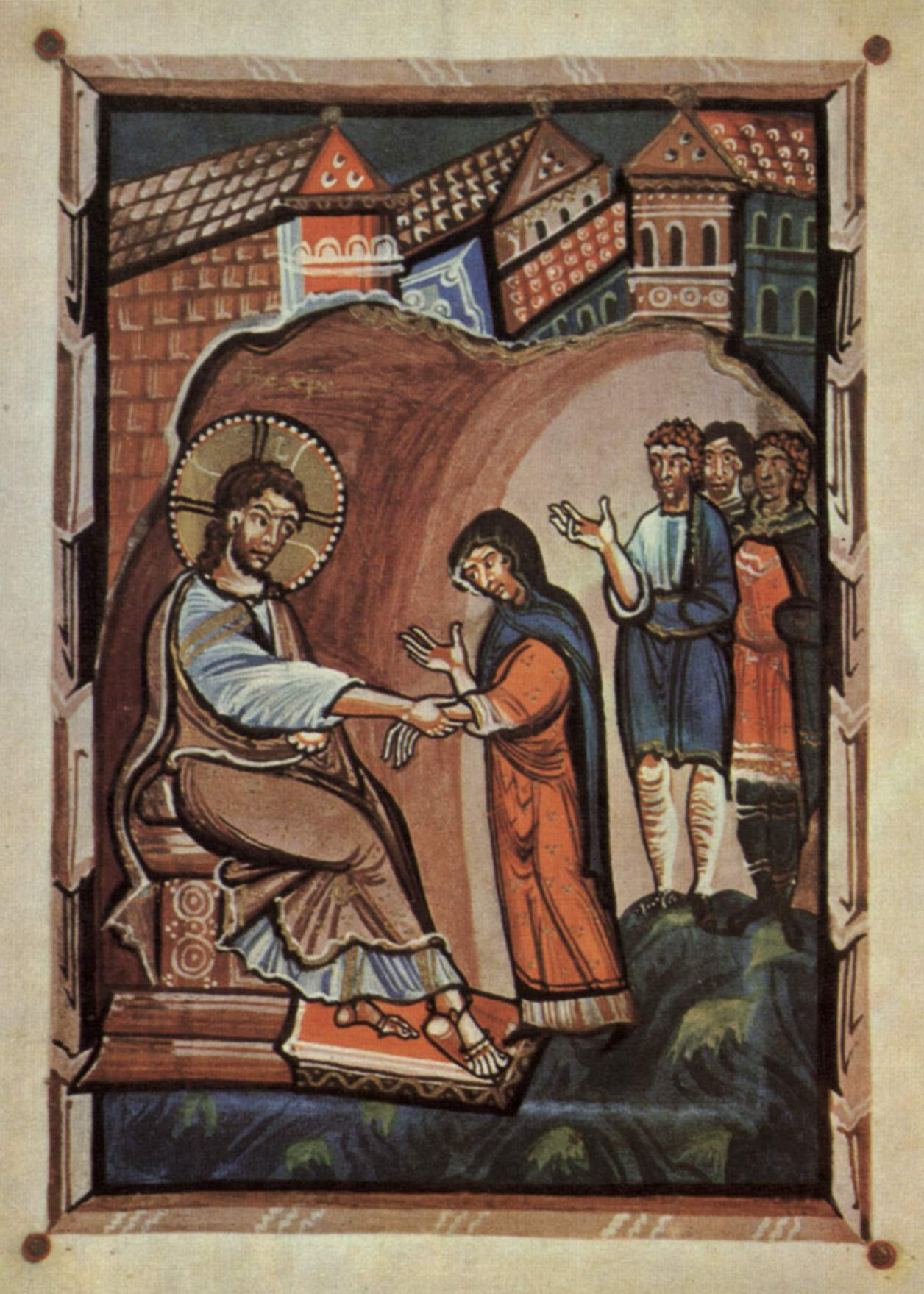
Jesús y la suegra de Pedro, escena de la abadesa Hitda de Meschede

- En el milagro de la Curación de la suegra de Pedro (Mt. 8:14-15, Mc. 1:29-31, Lc. 4:38-39), esta fue sanada en su casa en Cafarnaúm, mediante la imposición de manos de Jesús.

- Curación de la mujer con flujo de sangre (Mt. 9:20-22, Mc. 5:25-34, Lc. 8:41-48): que se sanó al tocar el manto de Jesús.

- Curación del sordomudo de la Decápolis (Mc. 7:31-37): a quien sanó metiéndole los dedos en los oídos, escupiendo, tocándole la lengua y diciendo: "Effatá", que significa "ábrete".

- Curación de un enfermo de hidropesía (Lc. 14:1-6): Esta curación fue hecha un sábado en la casa de uno de los principales fariseos.

- La curación de la oreja de Malco (Lc. 22:50-51): quien fue herido por un discípulo de Jesús, a quien Jesús reprendió por ello.

- Curación del hijo de un funcionario real (Jn. 4:46-54): Jesús y el oficial de la casa del rey se encontraban en Caná, y el niño que moría se encontraba en Cafarnaún.

#### Curaciones hechas de modo genérico
Además de las ya mencionadas curaciones, hay pasajes que hacen referencia a ocasiones en que Jesús curó de modo genérico diversas enfermedades. Se mencionan seis a continuación: 
- Curaciones de Jesús recorriendo Galilea (Mt. 4:23-25, Lc. 16:17-19).
- Jesús echando demonios al atardecer (Mt. 8:16-17, Mr. 1:32-34, Lc. 4:40-41).
- Curaciones de Jesús en Genesaret(Mt. 14:34-36, Mr. 6:53-56).
- Curaciones de Jesús junto al mar de Galilea (Mt. 15:29-31).
- En el Templo (Mt. 21:14-15).
- Cuando se retira al mar con sus discípulos (Mc 3:7-12).

### Diez milagros sobre la naturaleza

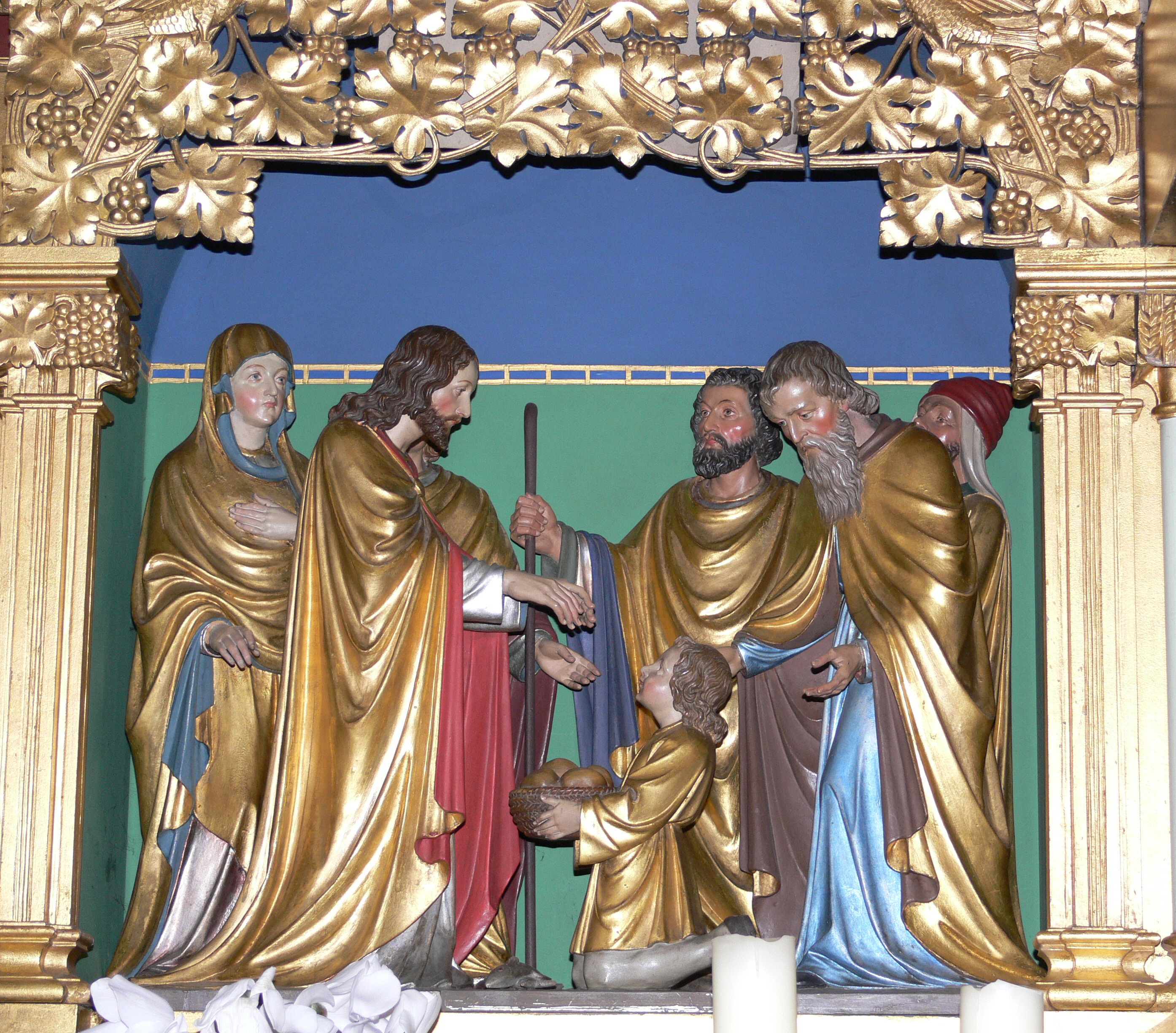
La multiplicación de los panes. Retablo de 1870, Iglesia de la natividad de María, Ravensburg, Alemania

Jesús obró también, según los evangelios, diez prodigios de sobre las fuerzas de la naturaleza, en los que se pone de manifiesto la obediencia de ellas a su autoridad. 
- La tempestad calmada (Mt. 8:23-27, Mr. 4:35-41, Lc 8:22-25): Sucede en el Mar de Galilea. Jesús les llama a sus discípulos «hombres de poca fe», ya que estos se atemorizan y piensan que perecerán.

- Jesús caminando sobre las aguas (Mt. 14:22-27, Mr.6:45-52, Jn. 6:16-21): Los discípulos creyeron ver un fantasma y dieron voces de miedo. Se dirigían en una barca a Cafarnaún.

- La primera multiplicación de los panes y los peces (Mt. 14:13-21, Mr. 6:30-44, Lc. 9:10-17, Jn. 6:1-14): Este es el único milagro que se encuentra en los cuatro evangelios canónicos. Fue realizado en un monte de Galilea, localizado en el desierto cerca del lago de Tiberíades.

- La moneda en la boca del pez (Mt. 17:24-27): Jesús mandó a Pedro a traer dinero de la boca del pez para pagar impuestos.

- Maldición de la higuera (Mt. 21:18-22): Secó la higuera ordenándole que nunca más tuviera fruto. Este milagro muestra la importancia y el poder de la fe. Jesús afirma que con fe se pueden mover montañas.

- La segunda multiplicación de los panes y los peces (Mr. 8:1-10): Fue realizado en el desierto.

- La pesca milagrosa (Lc. 5:1-11): Sucedió en el Lago Genesaret. Luego de este, Simón Pedro, Jacobo y Juan se convirtieron en discípulos de Jesús.

- La Transfiguración de Jesús (Mt. 17:1-13, Mr. 9:2-13, Lc. 9:28-36).

- La Transubstanciación del pan y el vino en el cuerpo y la sangre de Cristo (Mt. 26:26-29, Mr. 14:22-25, Lc. 22:19-20, 1ª de Corintios 11:23-26, 1ª de Pedro 1:16-18).

- Las Bodas de Caná (Jn. 2:1-12): Donde convirtió el agua en vino. De acuerdo al Evangelio según San Juan, fue el primer signo realizado por Jesús al inicio de su ministerio público, y fue efectuado a pedido de la Virgen María, su madre.

### Cuatro milagros sobre resurrección

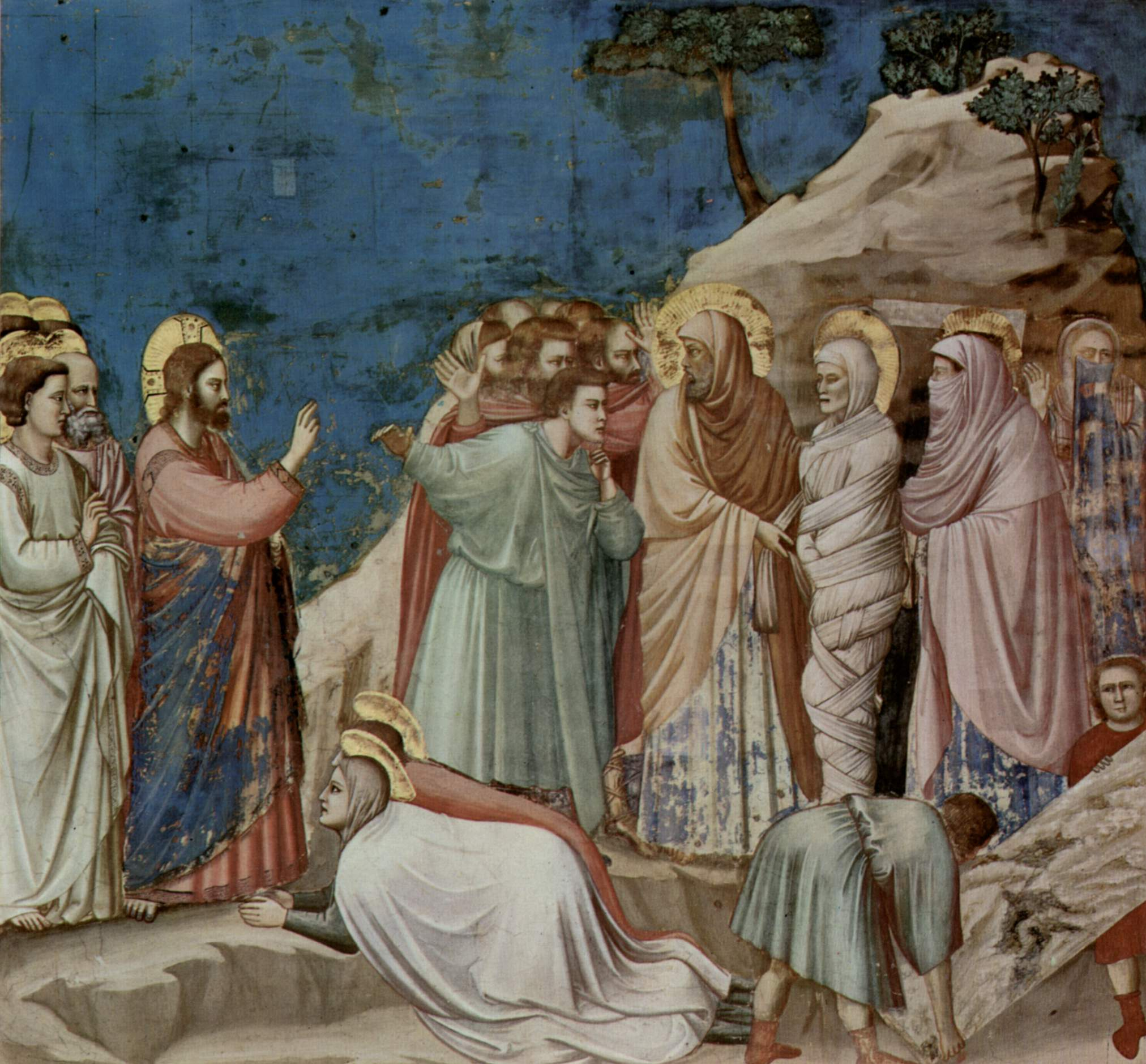
La resurrección de Lázaro por Giotto di Bondone.

- Resurrección de la hija de Jairo. Una niña de doce años de edad, hija de Jairo (Mr. 5:38-43, Lc. 8:49-56): Jesús afirmó que la niña no estaba muerta, sino sólo dormida.

- La Resurrección de Lázaro, el Lázaro, de Betania, hermano de  María y  Marta  (Jn. 11:38-44, también encontrado en el Corán): quien ya llevaba cuatro días de estar muerto y estaba sepultado en una cueva.

- La Resurrección del hijo de la viuda de Naín (Lc. 7:11.17): Jesús se compadeció de la viuda al verla llorar, tocó el féretro en el que llevaban al muchacho y le ordenó que se levantara.

- La Resurrección de Jesús (Mt. 28:1-10, Mr. 16:1-8, Lc. 24:1-12). Los anteriores milagros denominados vulgarmente "resurrecciones" son en realidad "reanimaciones", es decir, un retorno a la vida anterior (la hija de Jairo, el hijo de la viuda de Naí, y Lázaro). La resurrección de Jesús representa el triunfo definitivo sobre la muerte, pues "una vez resucitado de entre los muertos, ya no muere más; desde ahora la muerte ya no tiene poder sobre él" (Romanos 6:9). Para los cristianos, la resurrección de Jesús es la que define su divinidad.

## Milagros encontrados fuera del Nuevo Testamento

### Milagros en los evangelios apócrifos
- Resurrección del joven rico (fragmento del Evangelio secreto de Marcos): Jesús le enseñó al joven los secretos del Reino de Dios.

### Evangelio de la infancia de Tomás
- Gorriones hechos con barro (parte II): Se lee que Jesús a los cinco años de edad dio vida a doce gorriones hechos con barro un día sábado.

- Resurrección del niño caído en una terraza (parte IX): Acusan a Jesús de haber hecho caer al niño y Jesús lo resucita.

- Resurrección del joven que cortaba leña (parte X): Murió desangrado al cortase la planta del pie con el hacha, Jesús lo resucitó y las multitudes se asombraron y le admiraban.

- Jesús en la fuente (parte XI): Jesús tenía seis años de edad.

- Multiplicación del grano de trigo (parte XII): Jesús tenía ocho años de edad y alimentó a todos los pobres de la aldea al recolectar y moler la siembra de un grano de trigo.

- Milagro de las dos piezas de un lecho (parte XIII): Jesús ayuda a su padre José con el encargo de hacer un lecho.

- Jesús enferma y cura a su segundo maestro (partes XIV-XV): José le llevó a este maestro, al que Jesús maldijo porque este le pegó en la cabeza. Luego lo curó al oír el buen testimonio que decía su tercer maestro sobre Él.

- Cura a Jacobo de la mordedura de una víbora (parte XVI): La víbora lo mordió en la mano, Jesús sopló sobre la herida y la víbora quedó muerta.

- Resurrección de un niño (parte XVII): Jesús le tomó del pecho y le ordenó que reviviera. Era un niño de su vecindad.

- Resurrección de un hombre (parte XVIII): El hombré resucitó y le adoró y la gente quedó impresionada.

### Libro de Mormón
El Libro de Mormón, uno de los textos religiosos de La Iglesia de Jesucristo de los Santos de los Últimos Días, registra múltiples milagros realizados por Jesús.  En algún momento poco después de su Ascensión, El Libro de Mormón registra que Jesús desciende milagrosamente del Cielo y saluda a un gran grupo de personas que inmediatamente se inclinan ante él.  Jesús les invita a "Levantarse y venir a mí, para que metáis vuestras manos en mi costado, y también para que sintáis las huellas de los clavos en mis manos y en mis pies, para que sepáis que soy el Dios de Israel, y el Dios de toda la tierra, y que he sido muerto por los pecados del mundo." 3 Nefi 11:8-17
Además de descender del cielo, otros milagros de Jesús encontrados en el Libro de Mormón incluyen
- La curación de los "cojos, o ciegos, o paralizados, o mutilados, o leprosos, o que están marchitos, o que son sordos, o que están afligidos de cualquier manera..."3 Nefi 17:7-10
- Proporcionar pan y vino como emblemas de su sacrificio y muerte a la multitud cuando no se había traído ninguno de ellos.3 Nefi 20:3-7

## Ambientación e interpretaciones

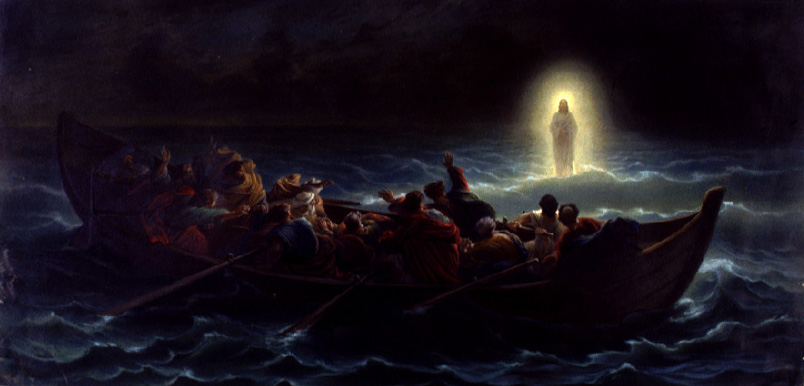
Cristo caminando sobre el mar

### Contexto cultural
En la época de Jesús se creía de forma generalizada en los milagros. Dioses y semidioses como Heracles (más conocido por su nombre romano, Hércules), Asclepio (un médico griego que se convirtió en un dios) e Isis de Egipto, todos ellos se creía que habían curado a los enfermos y vencido a la muerte (es decir, que habían resucitado a la gente de entre los muertos). Algunos pensaban que los hombres mortales, si eran suficientemente famosos y virtuosos, podían hacer lo mismo; había mitos sobre filósofos como Pitágoras y Empédocles que calmaban las tormentas en el mar, ahuyentaban las pestes y eran recibidos como dioses, y de forma similar algunos judíos creían que Eliseo el profeta había curado a los leprosos y restaurado a los muertos. Los logros de Apolonio de Tiana en el siglo I, aunque ocurrieron después de la vida de Jesús, fueron utilizados por un oponente de los cristianos del siglo III para argumentar que Cristo no era ni original ni divino (Eusebio de Cesárea argumentó contra la acusación).
Los primeros Evangelios se escribieron con este trasfondo de la creencia helenística y judía en los milagros y otros actos maravillosos como signos -el término se utiliza explícitamente en el Evangelio de Juan para describir los milagros de Jesús- que se consideraban como la validación de las credenciales de los sabios divinos.

### Interpretación cristiana tradicional
Muchos cristianos creen que los milagros de Jesús fueron acontecimientos históricos y que sus obras milagrosas fueron una parte importante de su vida, que atestiguan su divinidad y la unión hipostática, es decir, la doble naturaleza de Jesús como Dios y Hombre. Ven las experiencias de hambre, cansancio y muerte de Jesús como evidencias de su humanidad, y los milagros como evidencias de su divinidad.
Los autores cristianos también ven los milagros de Jesús no como meros actos de poder y omnipotencia, sino como obras de amor y misericordia, realizadas no con vistas al asombro por la omnipotencia, sino para mostrar compasión por la humanidad pecadora y sufriente. Y cada milagro implica enseñanzas específicas.
Como según el Evangelio de Juan,Jn 20:30 era imposible narrar todos los milagros realizados por Jesús, la Enciclopedia Católica afirma que los milagros presentados en los Evangelios fueron seleccionados por una doble razón: primero por la manifestación de la gloria de Dios, y luego por su valor probatorio. Jesús se refirió a sus "obras" como evidencias de su misión y su divinidad, y en Juan 5:36 declaró que sus milagros tienen mayor valor probatorio que el testimonio de Juan el Bautista.
No me creas si no hago lo que hace mi Padre. Pero si lo hago, aunque no me creáis, creed en los milagros, para que sepáis y entendáis que el Padre está en mí, y yo en el Padre.
En las enseñanzas cristianas, los milagros fueron tanto un vehículo para el mensaje de Jesús como sus palabras. Muchos enfatizan la importancia de la fe, por ejemplo en la curación de los diez leprosos, Lk 17:19 Jesús no dijo: "Mi poder os ha salvado", sino que dijo:.
Levántate y vete; tu fe te ha salvado.
Del mismo modo, en el milagro cuando Jesús fue caminando sobre las aguas, el apóstol Pedro aprende una importante lección sobre la fe en el sentido de que, al flaquear su fe, comienza a hundirse.Mt 14:34-36
Los autores cristianos han discutido ampliamente los milagros de Jesús y han asignado motivos específicos a cada milagro, por ejemplo, los autores Pentecostés y Danilson sugieren que el milagro de caminar sobre el agua se centró en la relación de Jesús con sus apóstoles, más que en su peligro o en el milagro mismo. Y que el milagro fue diseñado específicamente por Jesús para enseñar a los apóstoles que cuando se encuentran con obstáculos, necesitan confiar en su fe en Cristo, en primer lugar.
Los autores Donahue y Harrington sostienen que el milagro de la Hija de Jairo enseña que la fe, encarnada en la mujer que sangra, puede existir en situaciones aparentemente desesperadas, y que a través de la creencia se puede lograr la curación, en el sentido de que cuando la mujer se cura, Jesús le dice "Tu fe te ha curado"."

## Galería sobre los milagros

### Curaciones

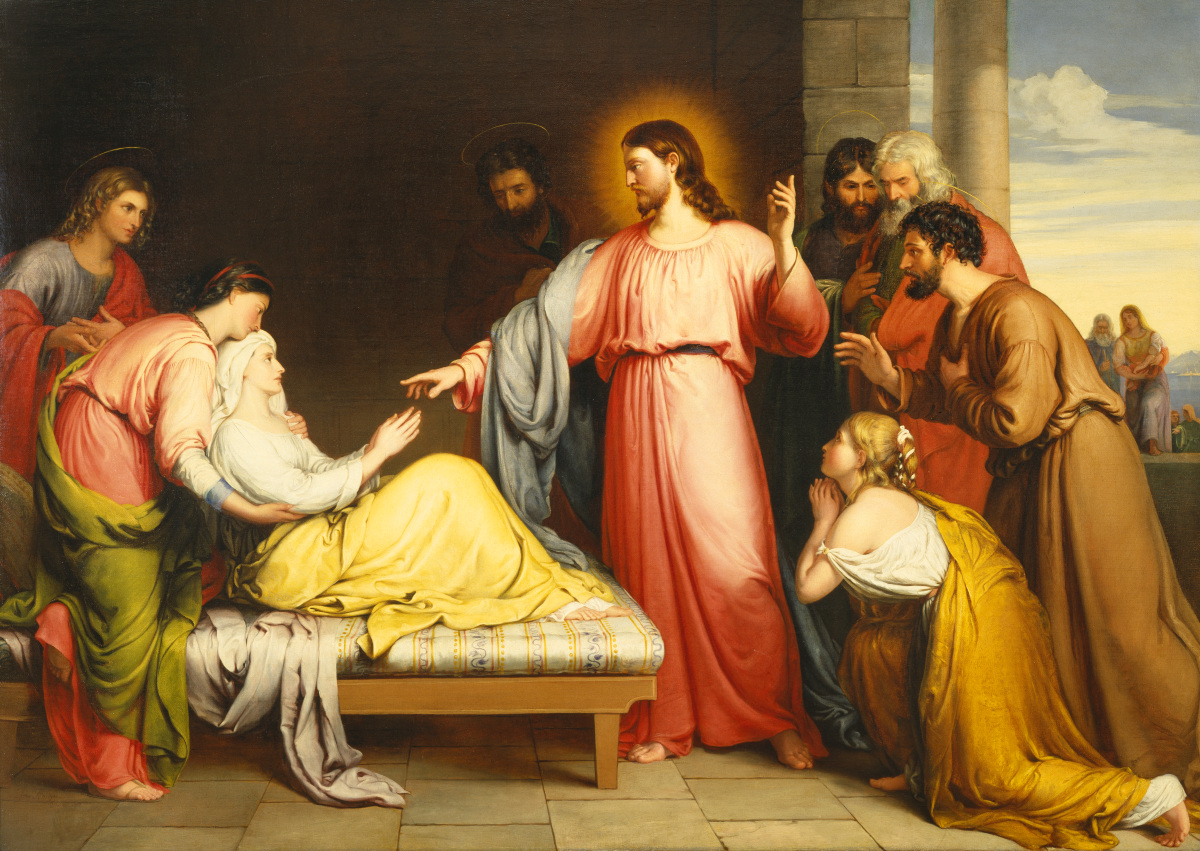
Curación de la suegra de Pedro
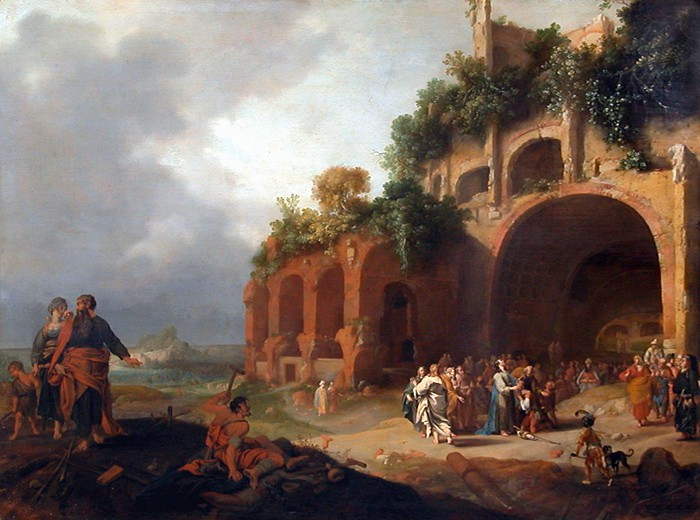
Curación del sordomudo de la Decápolis
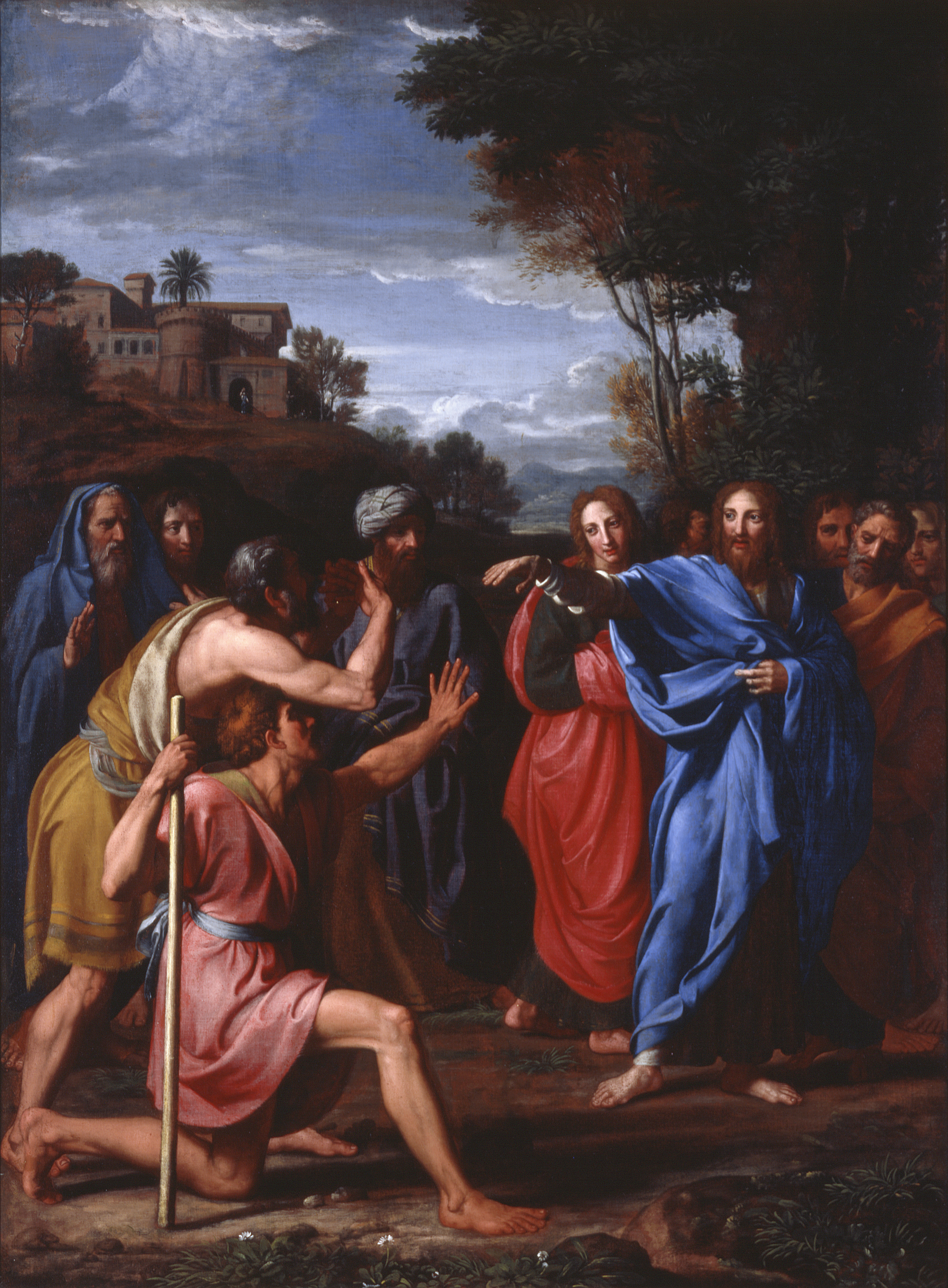
Curación del ciego de nacimiento
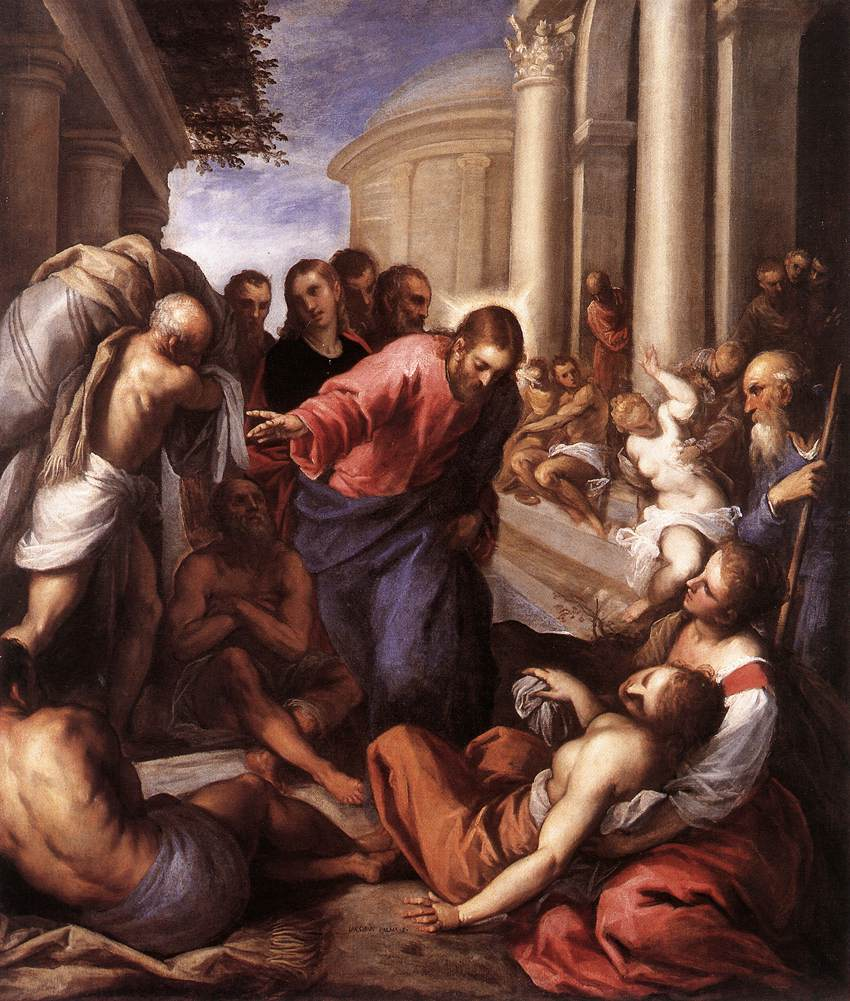
Curación del paralítico en Betesda
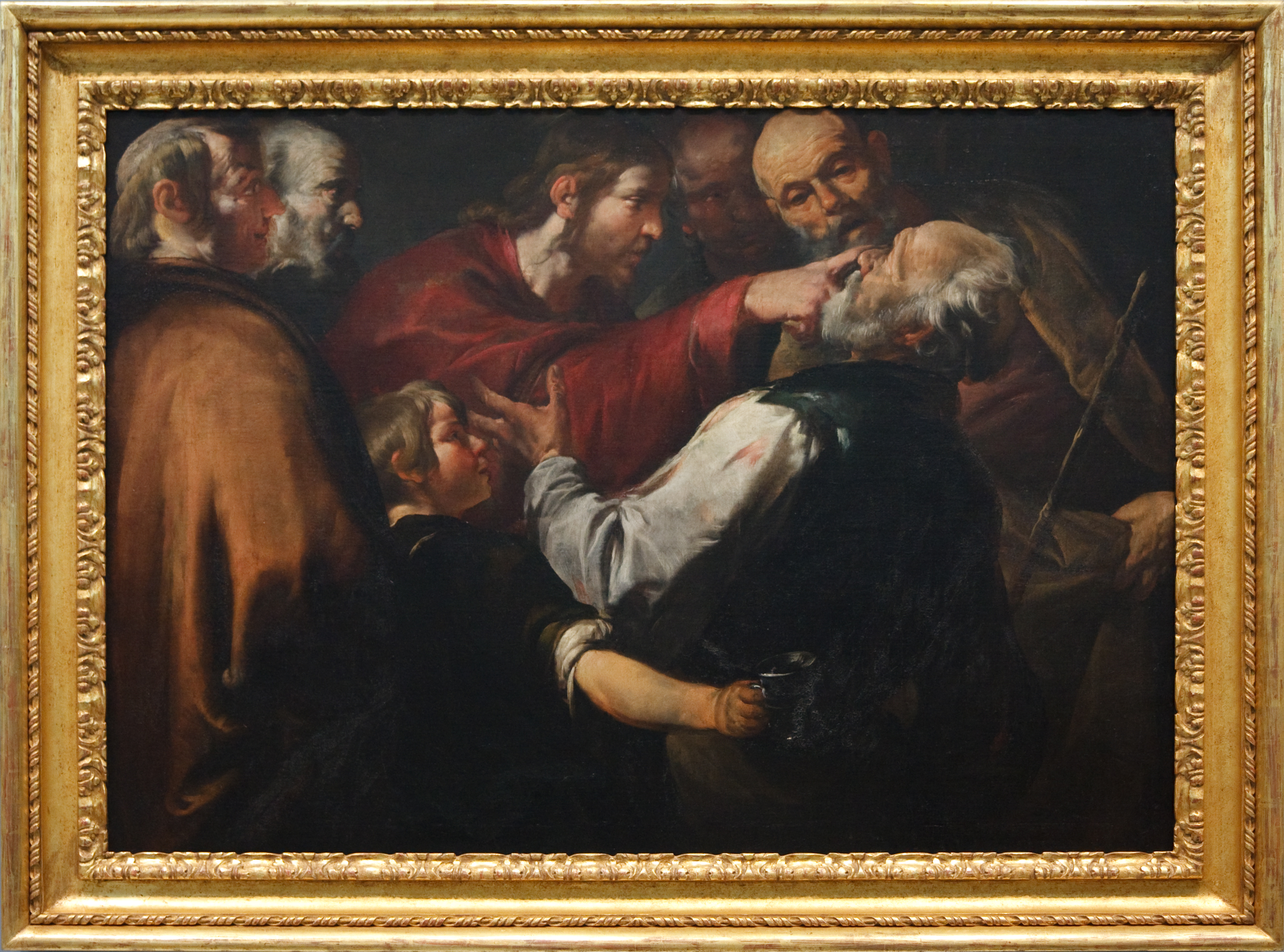
Curación del ciego de Betsaida
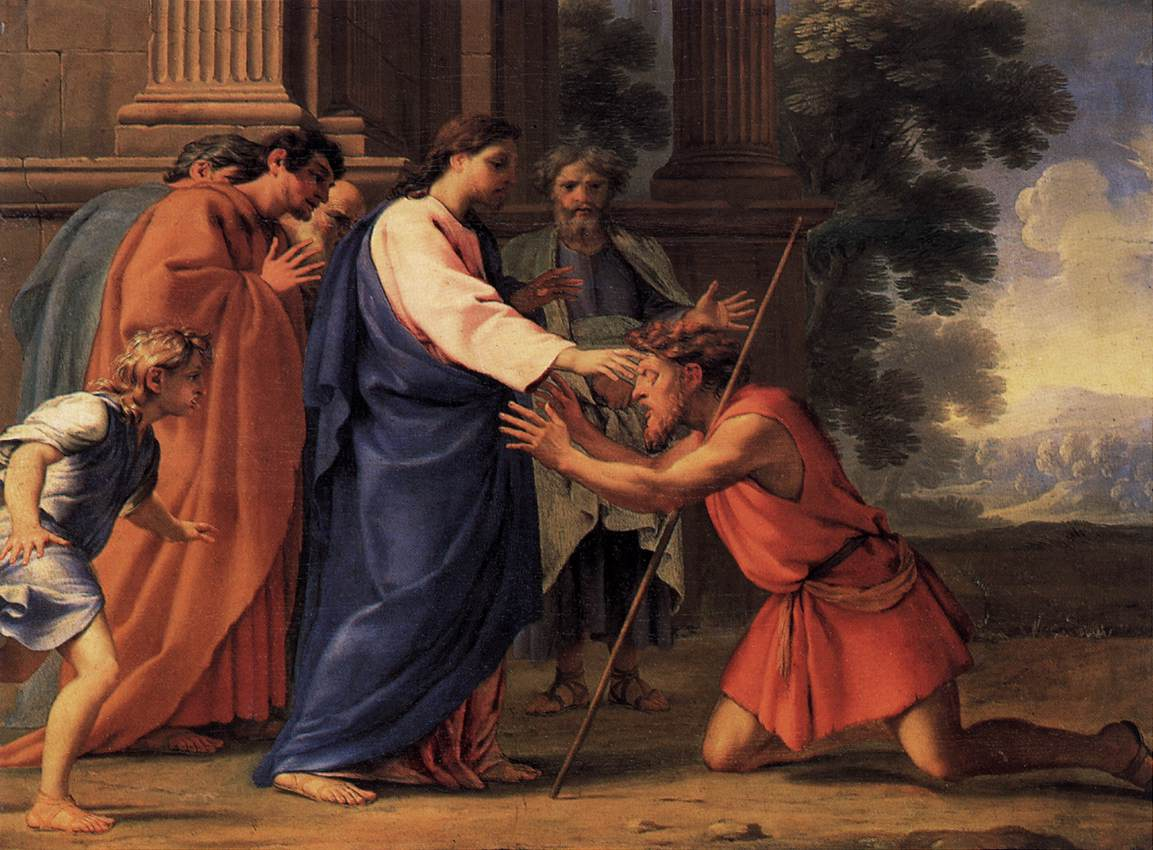
Curación del ciego Bartimeo
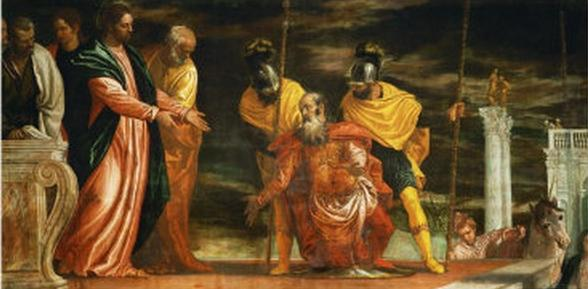
Curación del criado del centurión
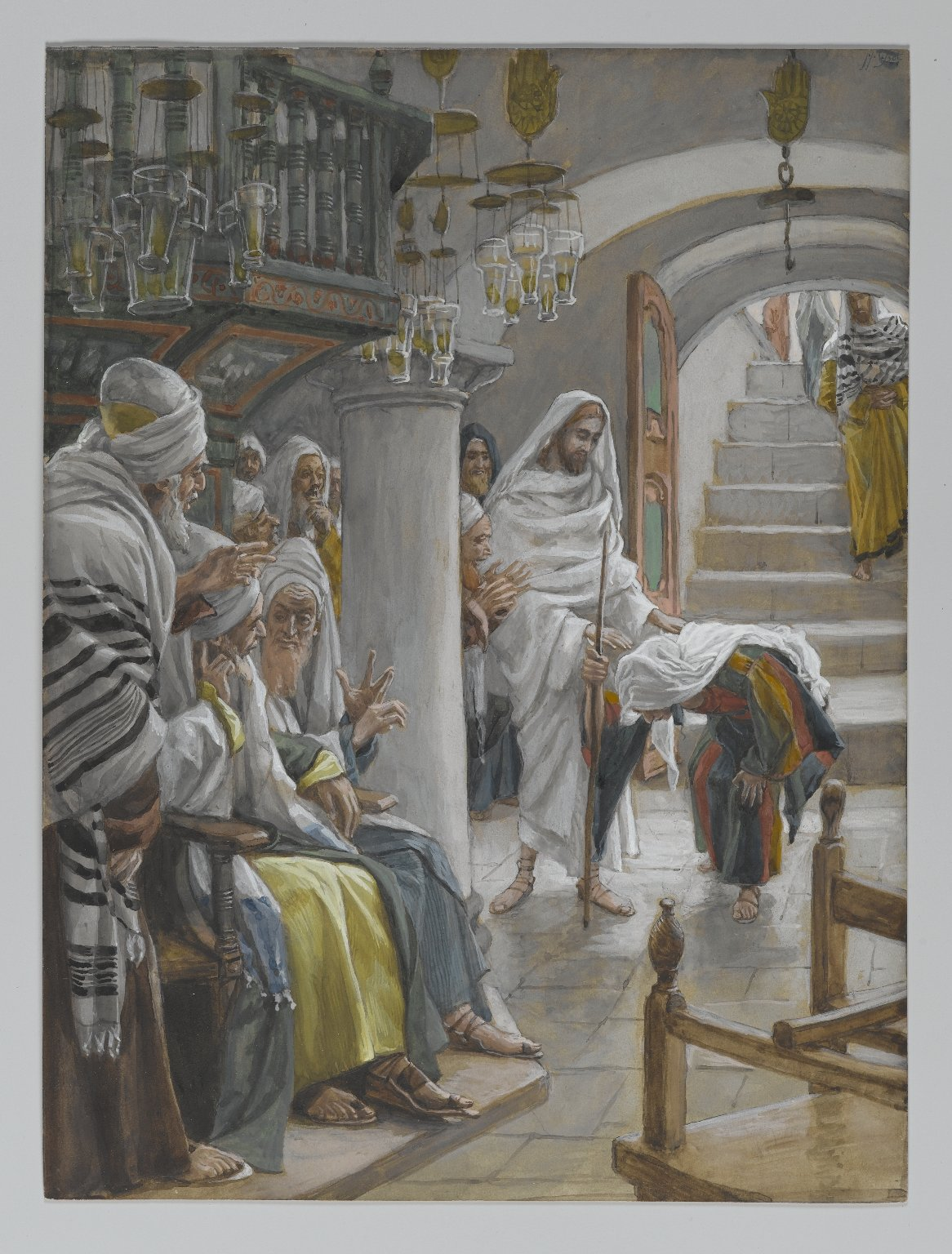
Curación de la mujer encorvada
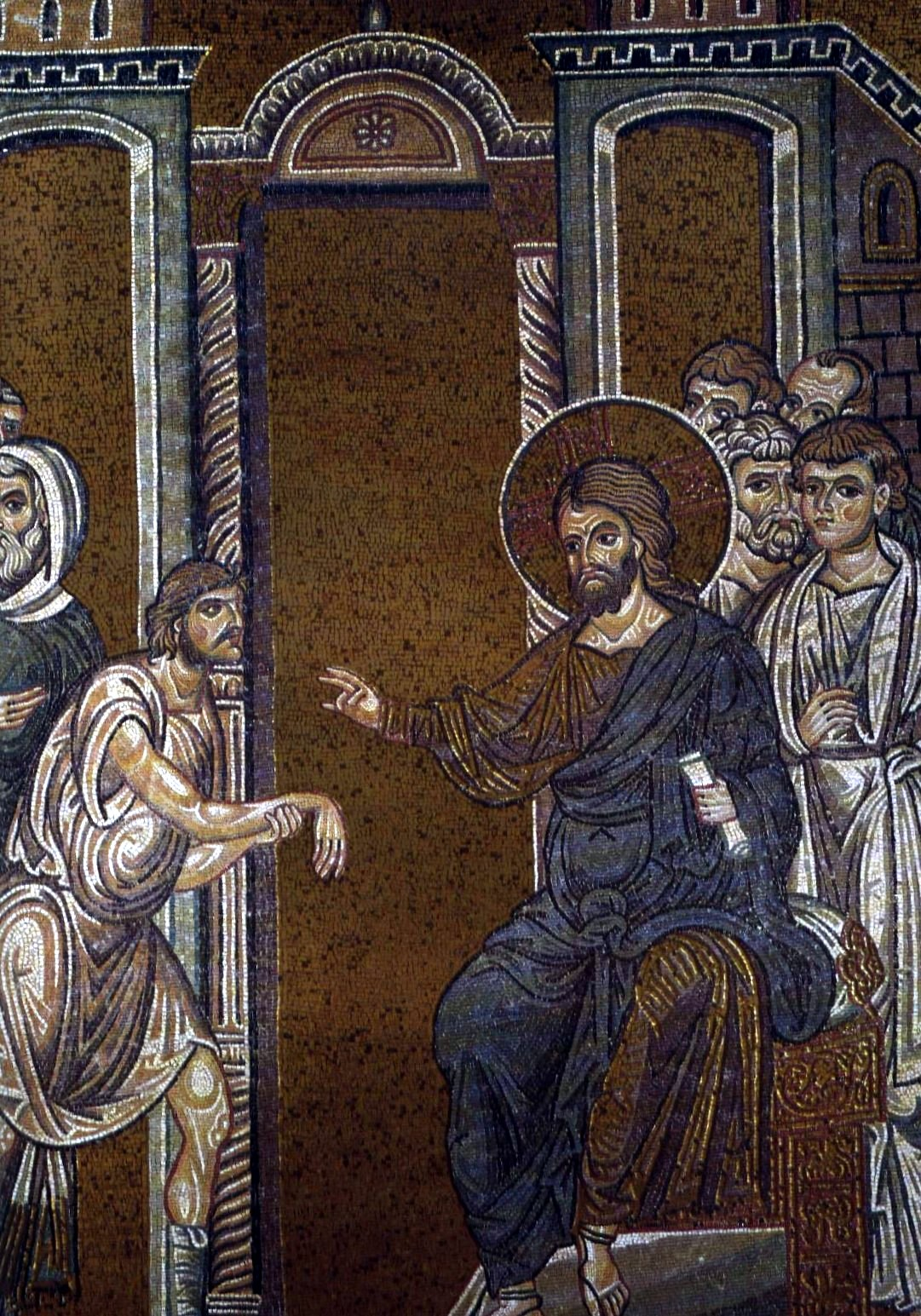
Curación del hombre con una mano seca
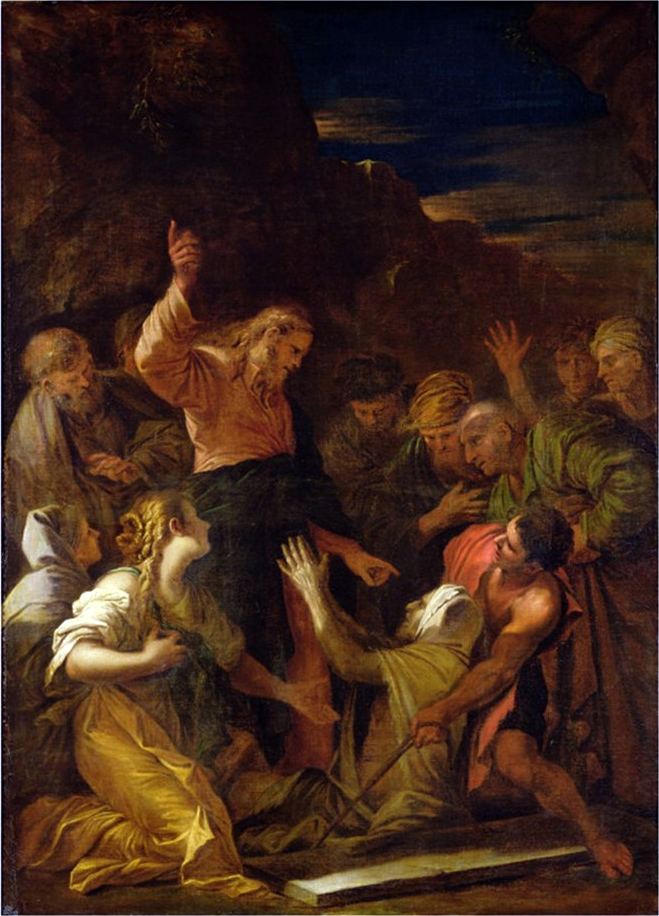
Curación de un leproso
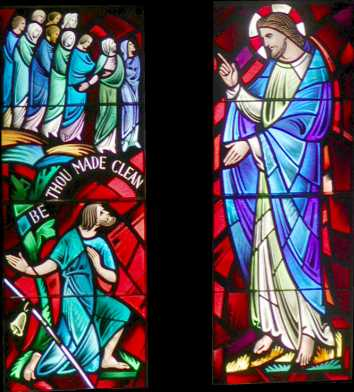
Curación de los diez leprosos
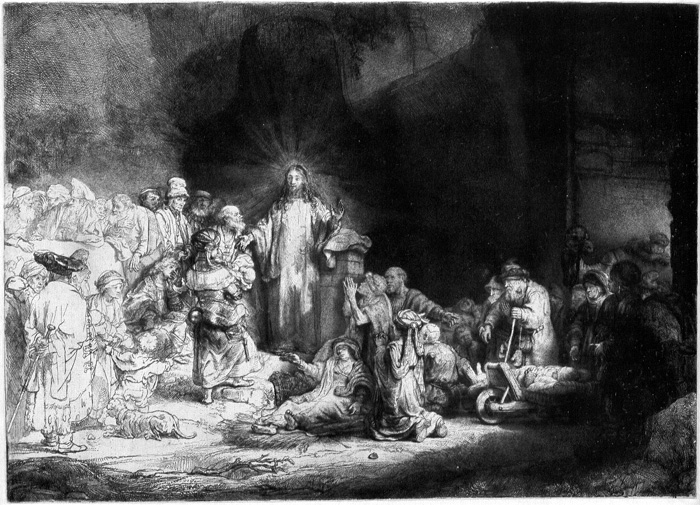
Curación de un enfermo de hidropesía
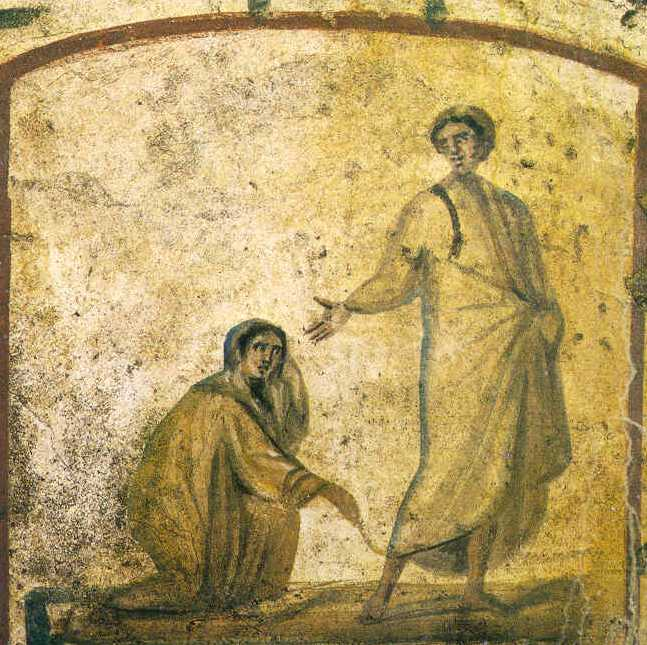
Curación de la hemorroísa
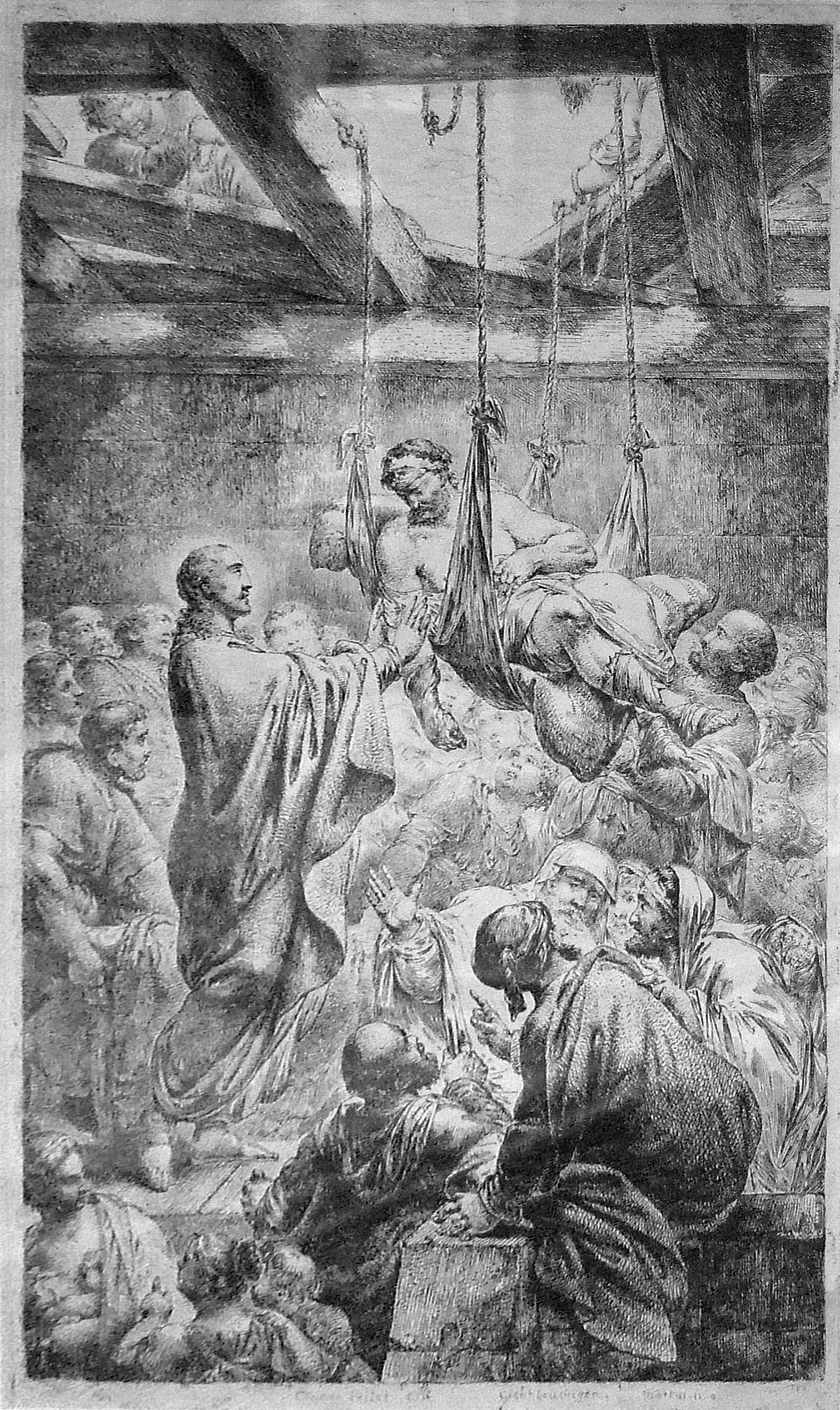
Curación del paralítico en Cafarnaúm
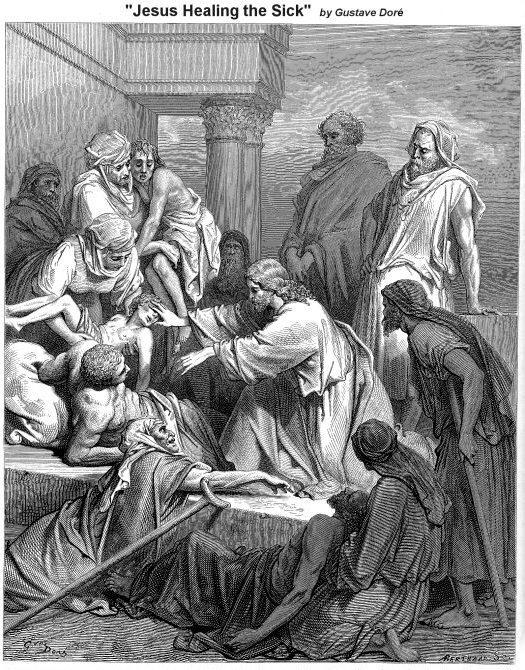
Jesús curando en la tierra de Genesaret
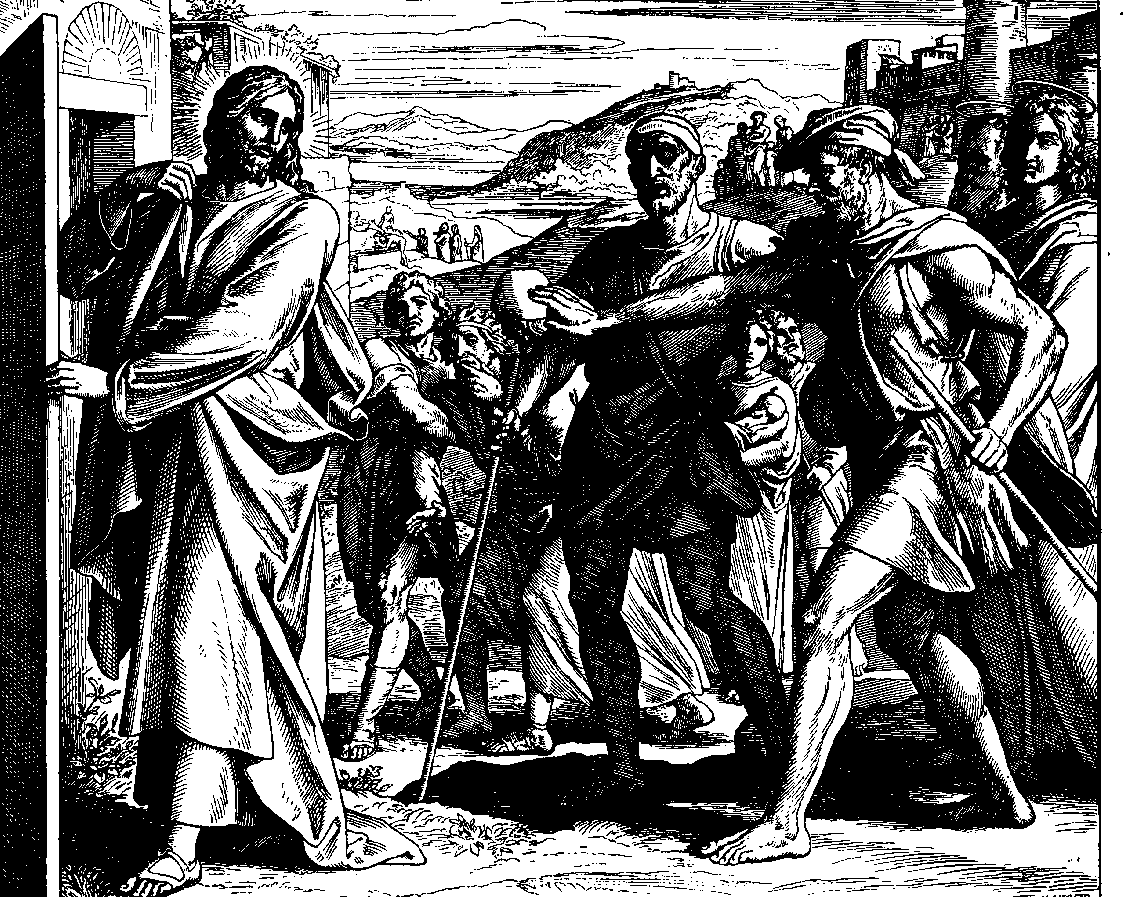
Curación de dos ciegos

### Poder sobre los espíritus demoníacos

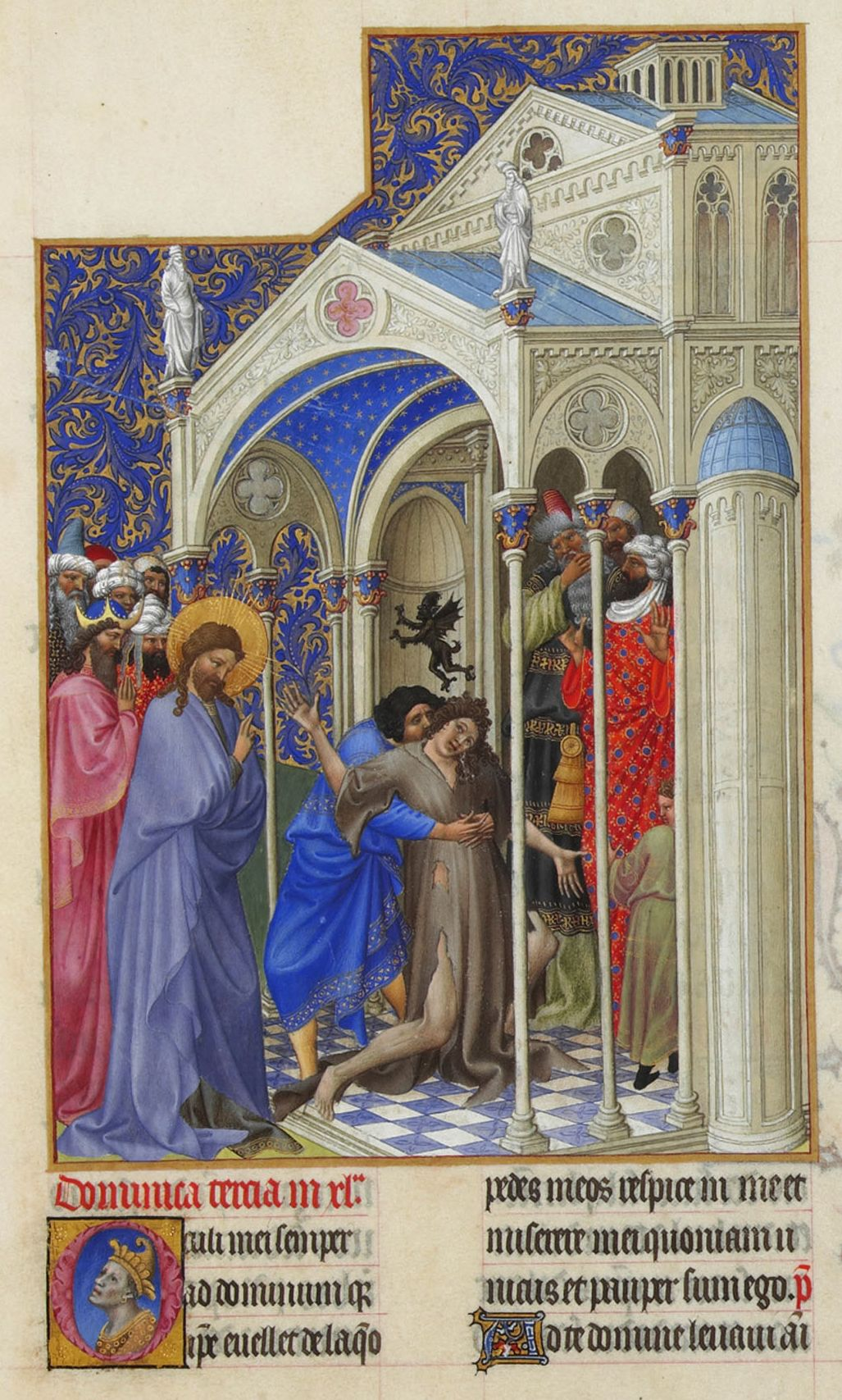
Curación de un niño poseído por un demonio
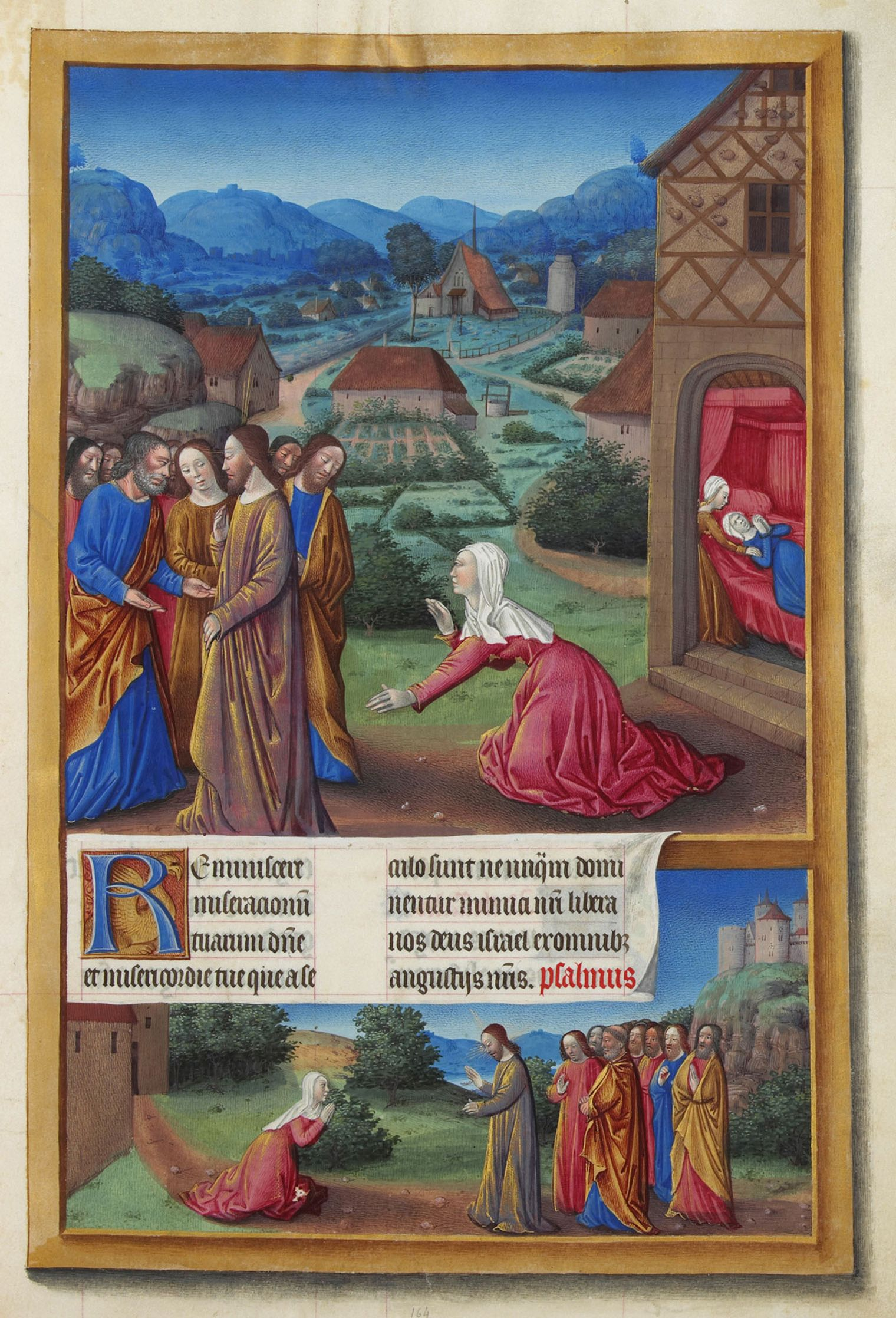
Curación de la hija de la mujer sirofenicia
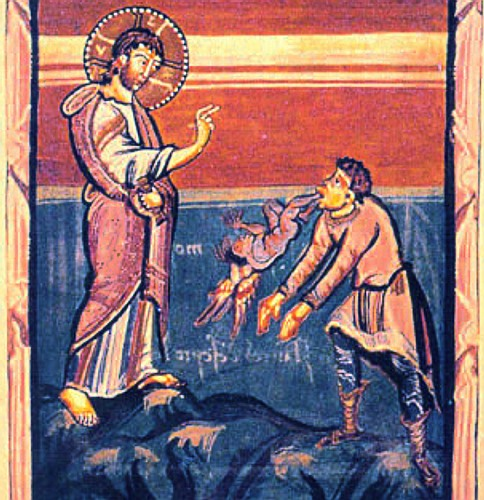
Exorcismo del demonio de Gerasa
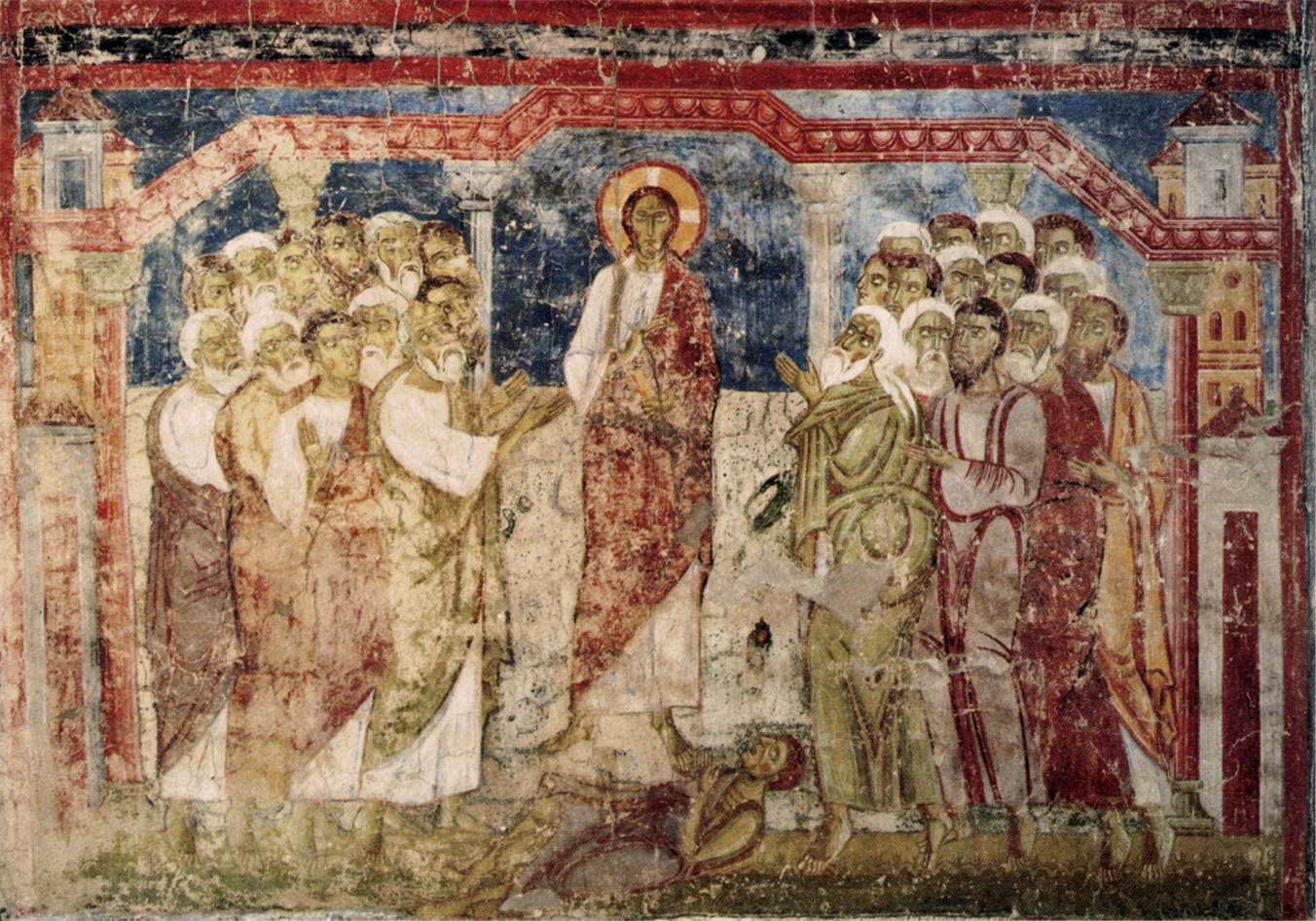
Jesús en la sinagoga de Cafarnaún
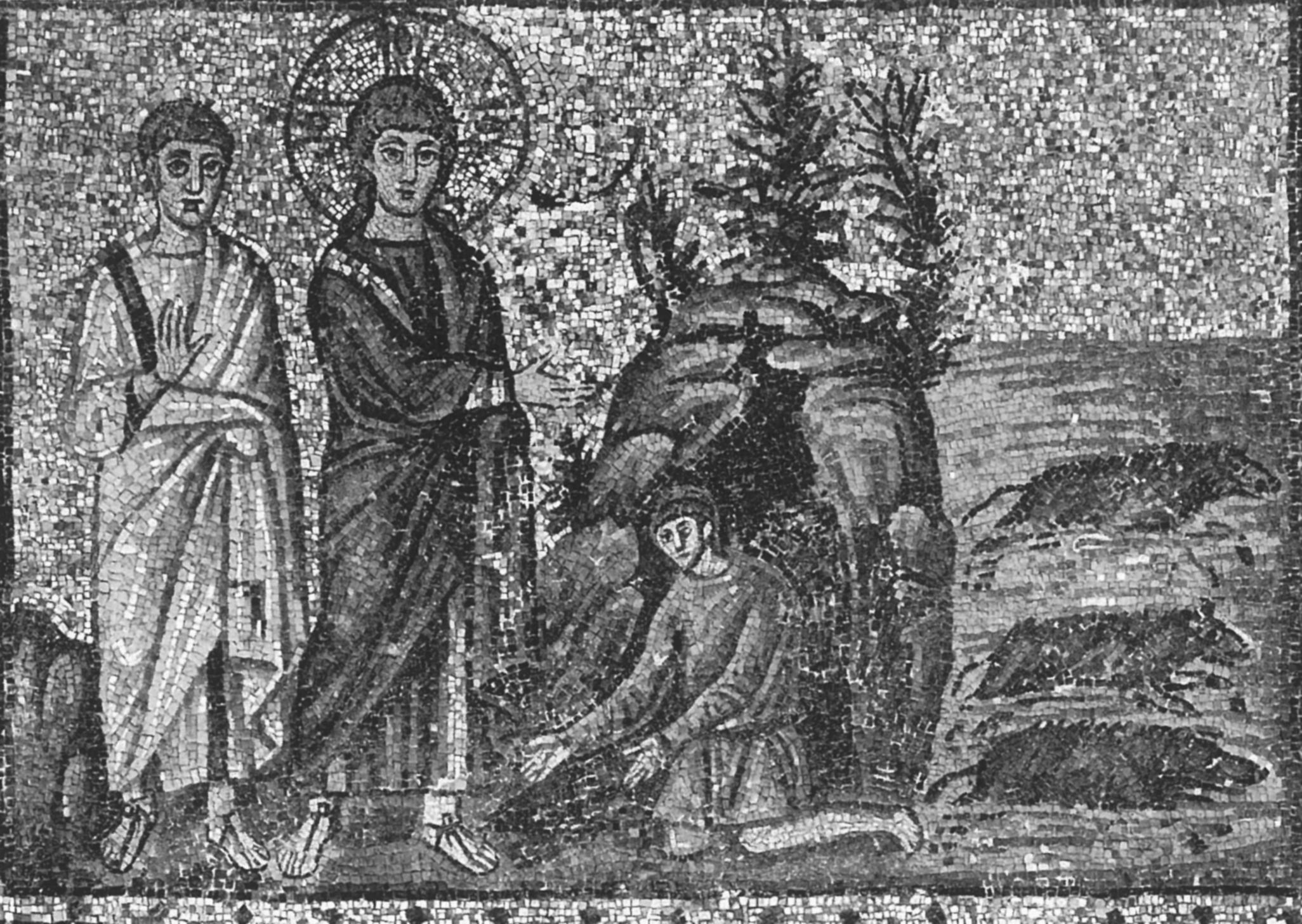
Jesús curando al atardecer
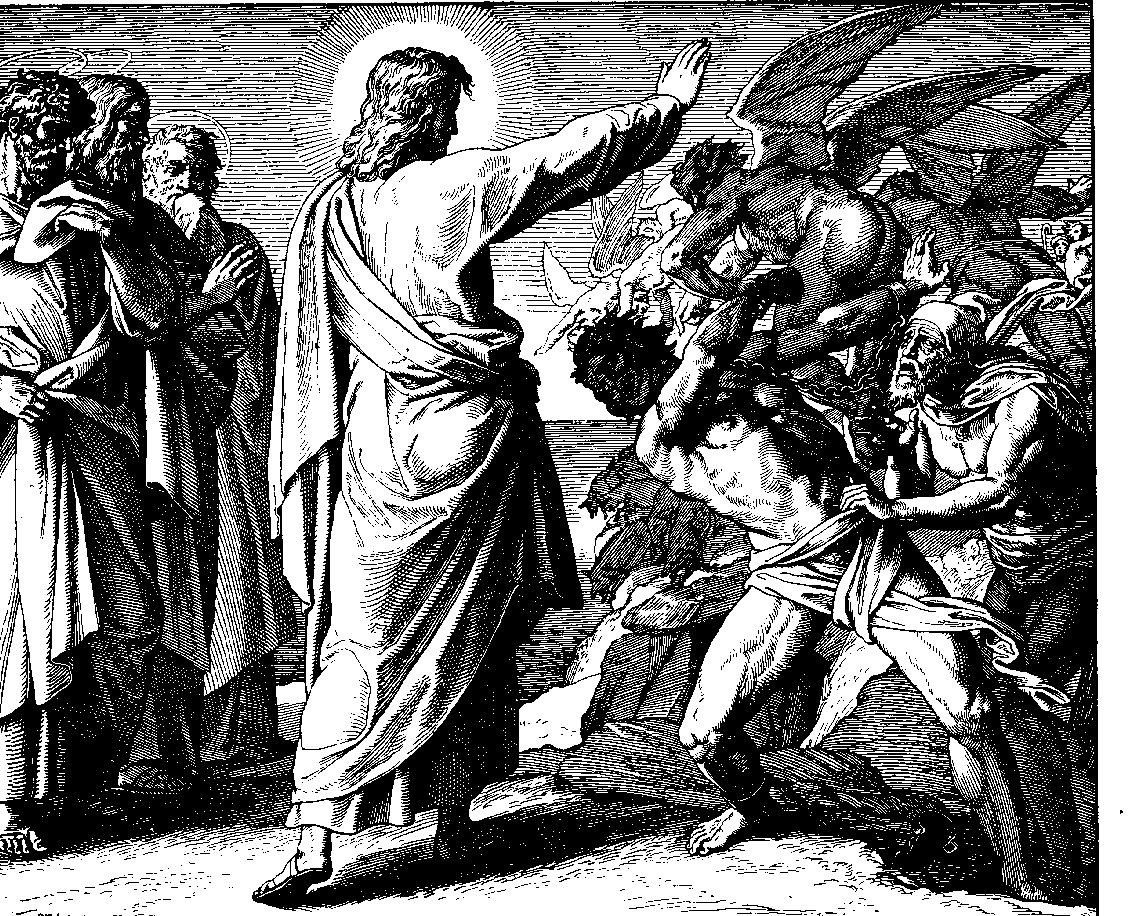
Exorcismo del demonio de Gerasa
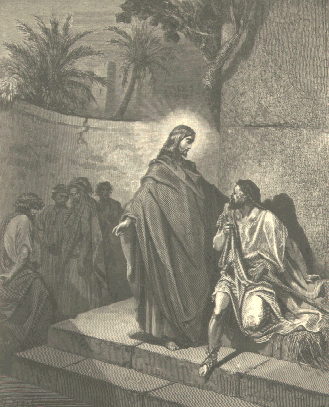
Curación de un endemoniado mudo

### Resurrección de los muertos

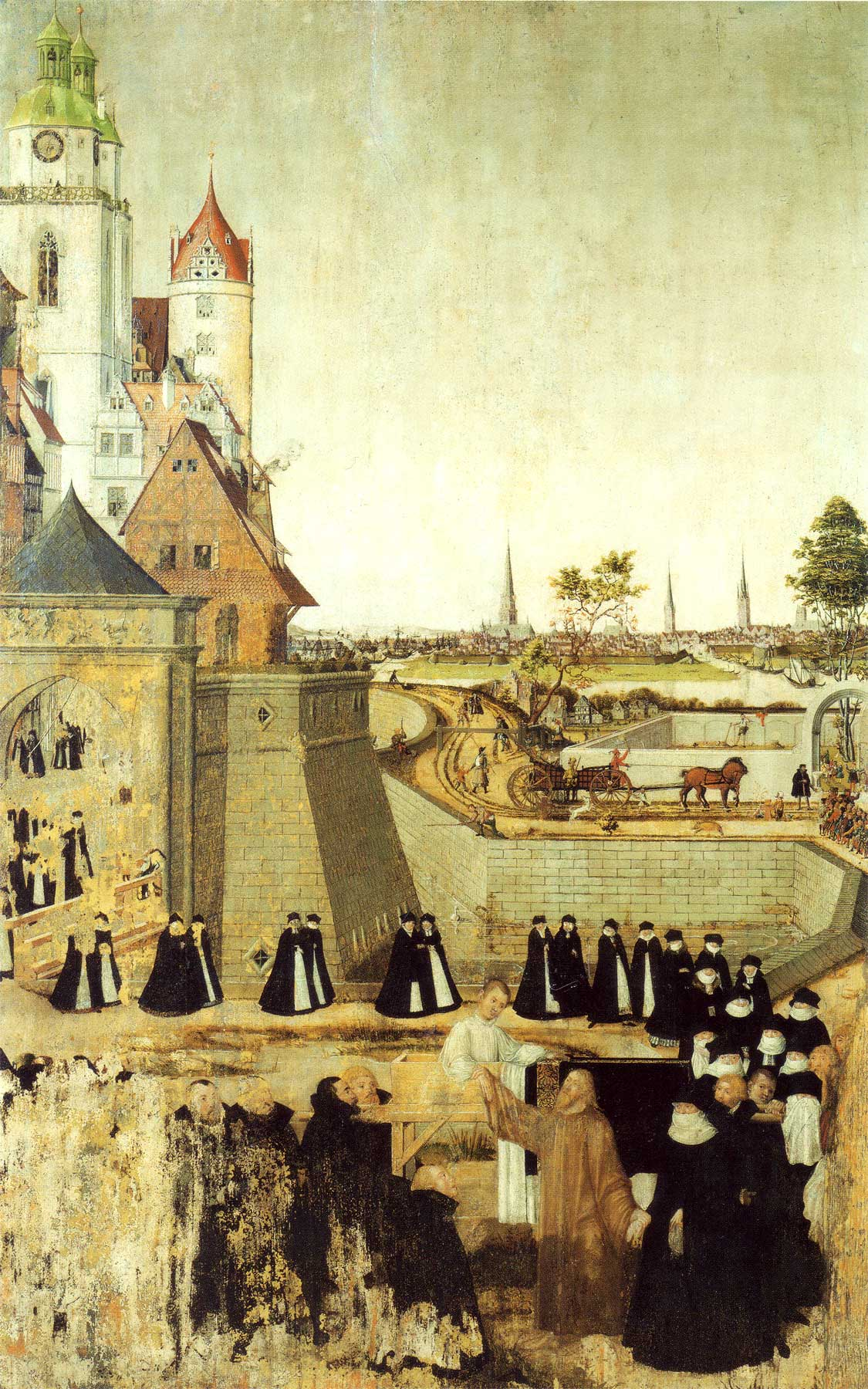
Resurrección del hijo de la viuda de Naín
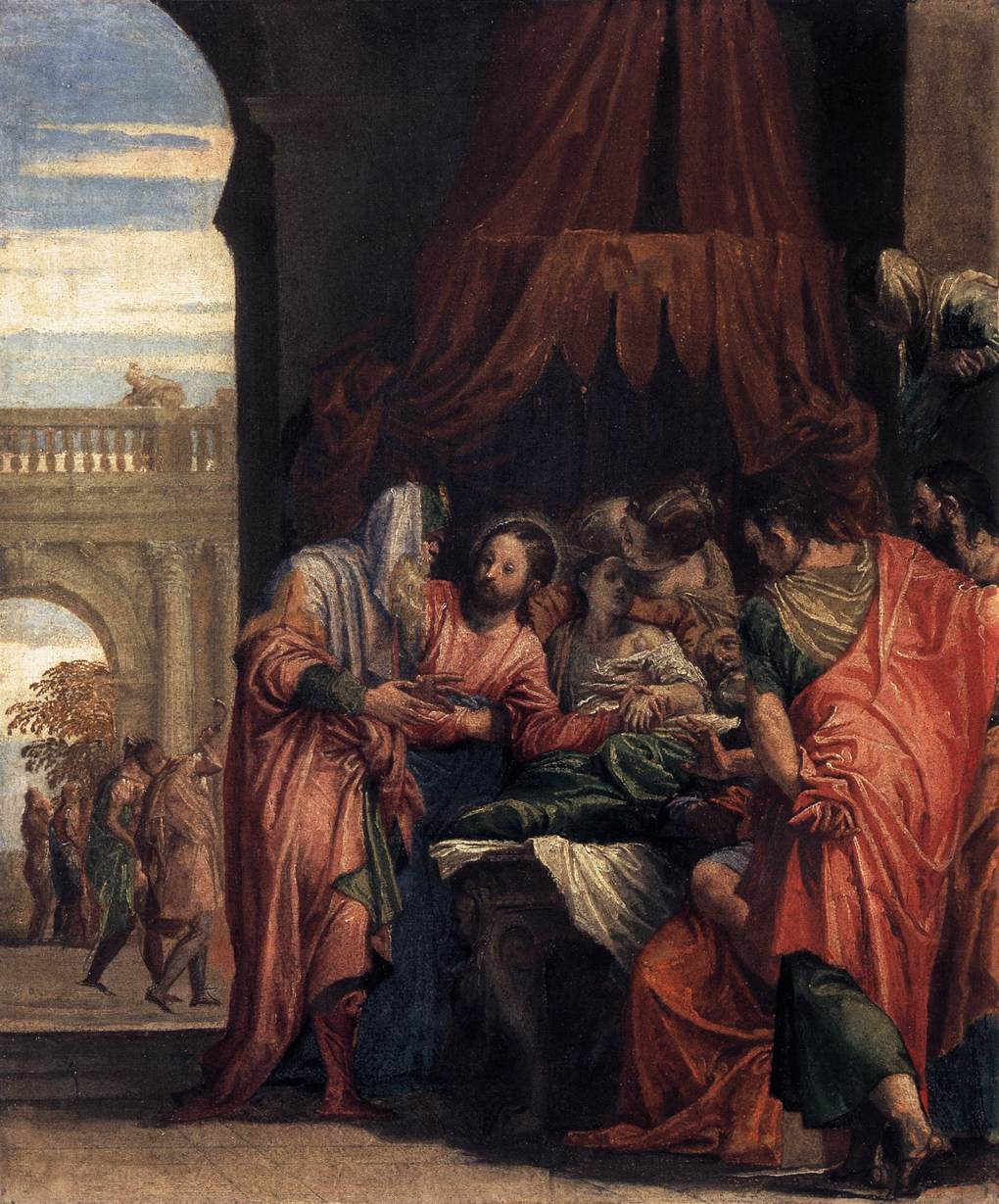
Resurrección de la hija de Jairo
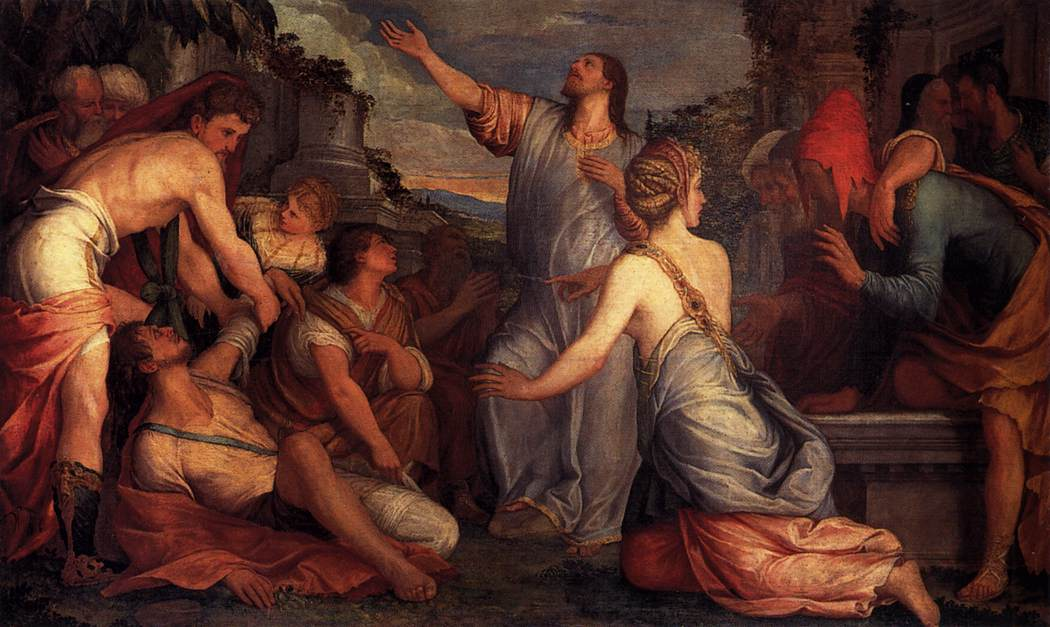
Resurrección de Lázaro

## Otras fuentes
Listas de milagros encontradas en: 
- es.catholic.net
- mb-soft.com
- whoisjesus-really.com Archivado el 1 de diciembre de 2009 en Wayback Machine.
- globedia.com Archivado el 21 de marzo de 2012 en Wayback Machine.
- lasteologias.wordpress.com